# Maeve Kyle
Maeve Kyle (Maeve Esther Enid Kyle, geb. Shankey; * 6. Oktober 1928 in Kilkenny; † 23. Juli 2025) war eine irisch-britische Sprinterin und Mittelstreckenläuferin. Sie startete bei den Olympischen Spielen und Europameisterschaften für Irland und bei den Commonwealth Games für Nordirland.
Bei den Olympischen Spielen 1956 in Melbourne schied sie über 100 und 200 Meter im Vorlauf aus. 1958 kam sie bei den British Empire and Commonwealth Games in Cardiff mit der nordirischen 4-mal-110-Yards-Stafette auf den sechsten Platz; über 100 Yards und 220 Yards kam sie nicht über die erste Runde hinaus. Bei den Olympischen Spielen 1960 im Rom scheiterte sie über 100 und 200 Meter erneut in der ersten Runde.
1962 wurde sie bei den Europameisterschaften in Belgrad Sechste über 400 Meter und schied über 800 Meter im Vorlauf aus. Bei den Olympischen Spielen 1964 in Tokio erreichte sie über beide Distanzen das Halbfinale.
1966 gewann sie bei den Europäischen Hallenspielen in Dortmund Bronze über 400 Meter. Bei den Europameisterschaften in Budapest kam sie über 400 und 800 Meter nicht über die erste Runde hinaus.
Bei den British Commonwealth Games 1970 in Edinburgh wurde sie Achte über 400 Meter und Siebte in der 4-mal-100-Meter-Staffel.
1961 wurde sie Englische Meisterin über 440 Yards.

## Persönliche Bestzeiten
- 100 Yards: 10,8 s, 1964
- 200 m: 24,4 s, 1960
- 400 m: 54,6 s, 7. Juli 1962, London
- 800 m: 2:10,8 min, 1962